# Ivan Pišvejc
Ivan Pišvejc es un deportista checo que compitió en piragüismo en la modalidad de eslalon.
Ganó tres medallas en el Campeonato Mundial de Piragüismo en Eslalon entre los años 2002 y 2009, y dos medallas en el Campeonato Europeo de Piragüismo en Eslalon, plata en 2002 y bronce en 2004.

## Palmarés internacional
| Campeonato Mundial | Campeonato Mundial            | Campeonato Mundial | Campeonato Mundial |
| Año                | Lugar                         | Medalla            | Competición        |
| ------------------ | ----------------------------- | ------------------ | ------------------ |
| 2002               | Bourg-Saint-Maurice (Francia) | Medalla de bronce  | K1 individual      |
| 2007               | Foz do Iguaçu (Brasil)        | Medalla de bronce  | K1 por equipos     |
| 2009               | Seo de Urgel (España)         | Medalla de oro     | K1 por equipos     |
| Campeonato Europeo |                               |                    |                    |
| Año                | Lugar                         | Medalla            | Competición        |
| 2002               | Bratislava (Eslovaquia)       | Medalla de plata   | K1 por equipos     |
| 2004               | Skopie (Macedonia)            | Medalla de bronce  | K1 por equipos     |